# Marco Postumio Albino Regilense
Marco Postumio Albino Regilense  fue un político y militar romano del siglo V a. C. perteneciente a la gens Postumia.

## Familia
Albino fue miembro de los Postumios Albinos, la más antigua rama familiar patricia de la gens Postumia. Su padre fue el consular Aulo Postumio Albino Regilense y su hermano Publio Postumio Albino Regilense.

## Carrera pública
Obtuvo el tribunado consular en el año 426 a. C. Se encargó junto con sus colegas de la guerra contra Veyes. Sus órdenes contradictorias veneficiaron a los veyentes que atacaron uno de los campamentos romanos y pusieron a estos en fuga. Cuando estas noticias se supieron en Roma, Aulo Cornelio Coso, que se había quedado a cargo de la ciudad, nombró dictador a Mamerco Emilio Mamercino para que se encargara de las operaciones militares.
En el año 423 a. C. fue citado a juicio con Tito Quincio Cincinato Peno por la mala gestión de la guerra contra Veyes.
Tito Livio le menciona entre los tribunos consulares del año 403 a. C., pero según los Fasti Capitolini fue censor aquel año. Ogilvie opina que el tribuno consular del año 426 a. C. y el censor del año 403 a. C. son dos personas distintas.